# Алонсо, Альберто
Альберто Хулио Райнери Алонсо (исп. Alberto Julio Rayneri Alonso; 22 мая 1917, Гавана — 31 декабря 2007, Гейнсвилл, штат Флорида) — кубинский балетмейстер.

## Биография
Учился на Кубе у Николая Яворского, затем во Франции у Ольги Преображенской, Любови Чернышёвой, Станислава Идзиковского:

«Я начал заниматься танцем на Кубе. Мой первый педагог — русский эмигрант Николай Яворский. Но он был не очень хороший учитель. Когда к нам на гастроли из Европы приехал Русский балет полковника де Базиля, Яворский, бывший солдат Белой армии, встретился с де Базилем (по-русски Василием), директором труппы, ранее — белогвардейским офицером. После этого меня отправили во Францию, где я начал учиться у мадам Преображенской».

Дебютировал как танцовщик в 1935 году в составе Русского балета Монте-Карло, выступал на гастролях труппы полковника Василия де Базиля Оригинальный русский балет. Затем танцевал в Американском театре балета — в частности, заглавную партию в «Петрушке» Стравинского.
В 1941 г. дебютировал как хореограф. В 1946 г. вместе со своим братом Фернандо Алонсо и его женой Алисией Алонсо основал на Кубе балетную труппу, эволюционировавшую в Национальный театр балета Кубы. На протяжении многолетней карьеры балетмейстера активно вводил в классическую хореографию элементы испанского и латиноамериканского народного танца, ставил балеты, комбинируя произведения разных композиторов («Концерт» на музыку Баха и Вивальди, «Ромео и Джульетта» на музыку Берлиоза и Пьера Анри и др.).
В апреле 1967 г. по просьбе Майи Плисецкой поставил для неё в Большом театре балет «Кармен-сюита» на музыку Родиона Щедрина, ставший одним из важнейших событий в развитии российского балета середины XX века. В августе того же года поставил в Гаване другую редакцию балета для Алисии Алонсо (её партнёром выступил брат Плисецкой Азарий Плисецкий); в дальнейшем, однако, Алисия Алонсо запрещала своему деверю ставить «её» балет с другими балеринами.
В 1991 г. (по другим данным, в 1993) Алонсо покинул Кубу и обосновался во Флориде. Он преподавал в различных американских учебных заведениях, осуществил ряд постановок, а в 2005 г. приезжал в Москву для участия в возобновлении «Кармен-сюиты» на сцене Большого театра со Светланой Захаровой в главной партии, осуществлённом к 80-летию Майи Плисецкой.
Алонсо умер от сердечной недостаточности в городе Гейнсвилле, штат Флорида, в возрасте 90 лет.
В 1995 году малая планета 58373 Альбертоалонсо была названа в честь Алонсо. 